# 海岸通 (大阪市の地名)
海岸通（かいがんどおり）は、大阪府大阪市港区にある町名。現行行政地名は海岸通一丁目から海岸通四丁目。

## 地理
港区の西部に位置し、主に海岸沿いに縦長に延びている。一丁目と二丁目の東に築港と接している。また、一丁目は、天保山の一部になっており、二丁目から四丁目は主に倉庫が多く占めている。

## 世帯数と人口
2019年（平成31年）3月31日現在の世帯数と人口は以下の通りである。
| 丁目                 | 世帯数  | 人口  |
| -------------------- | ------- | ----- |
| 海岸通一丁目〜四丁目 | 166世帯 | 172人 |

### 人口の変遷
国勢調査による人口の推移。
| 1995年（平成7年）  | 35人  | [ 5 ] |  |
| 2000年（平成12年） | 36人  | [ 6 ] |  |
| 2005年（平成17年） | 136人 | [ 7 ] |  |
| 2010年（平成22年） | 125人 | [ 8 ] |  |
| 2015年（平成27年） | 164人 | [ 9 ] |  |

### 世帯数の変遷
国勢調査による世帯数の推移。
| 1995年（平成7年）  | 13世帯  | [ 5 ] |  |
| 2000年（平成12年） | 21世帯  | [ 6 ] |  |
| 2005年（平成17年） | 123世帯 | [ 7 ] |  |
| 2010年（平成22年） | 112世帯 | [ 8 ] |  |
| 2015年（平成27年） | 154世帯 | [ 9 ] |  |

## 事業所
2016年（平成28年）現在の経済センサス調査による事業所数と従業員数は以下の通りである。
| 丁目         | 事業所数  | 従業員数 |
| ------------ | --------- | -------- |
| 海岸通一丁目 | 76事業所  | 1,154人  |
| 海岸通二丁目 | 34事業所  | 583人    |
| 海岸通三丁目 | 27事業所  | 485人    |
| 海岸通四丁目 | 28事業所  | 336人    |
| 計           | 165事業所 | 2,558人  |

## 交通
- 国道172号
- 海岸通

## 施設
- 天保山ハーバービレッジ
  - 海遊館
  - 大阪文化館・天保山
  - ホテルシーガルてんぽーざん大阪
- 大阪水上警察署
- 税関研修所 大阪支所
- 大阪市港湾局

## その他

### 日本郵便
- 〒552-0022[3]（集配局：大阪港郵便局[11]）